# Corydoras pavanelliae
Corydoras pavanelliae es una especie de pez siluriforme del género Corydoras, de la familia de los calíctidos. Habita en aguas tropicales del centro-oeste de América del Sur.

## Taxonomía
Esta especie fue descrita originalmente en el año 2016 por los ictiólogos Luiz Fernando Caserta Tencatt y Willian Massaharu Ohara.
Localidad tipo
La localidad tipo referida es: “en las coordenadas: 09°06′47.4″S 60°25′14.1″O / -9.113167, -60.420583, sobre un afluente del río Guariba, drenaje del río Aripuanã, cuenca del río Madeira, municipalidad de Colniza, distrito de Guariba, estado de Mato Grosso, Brasil”.
Holotipo
El ejemplar holotipo designado es el catalogado como: MNRJ 43317; se trata de un adulto, el cual midió 45,1 mm de largo total. Fue capturado el 15 de julio de 2013 por W. M. Ohara, D. B. Hungria y B. Barros. Fue depositado en el Museo Nacional, dependiente de la Universidad Federal de Río de Janeiro (UFRJ), ubicado en la ciudad brasileña de Río de Janeiro.
Paratipos
Los paratipos tienen los mismos datos de colecta que el holotipo; son los numerados como: INPA 48033; MCP 48748; MZUSP 117335; NUP 17314; NUP 17315 y ZUFMS-PIS 4064.
Etimología
Etimológicamente el término genérico Corydoras viene del griego, donde kóry es 'yelmo', 'coraza', 'casco', y doras es 'piel'. Esto se justifica en la carencia de escamas y la presencia de escudos óseos a lo largo del cuerpo.
El nombre específico pavanelliae es un epónimo genitivo que refiere al apellido de la persona a quien fue dedicada, la ictióloga Carla Simone Pavanelli, asesora y amiga del primer autor, en reconocimiento por sus extensas contribuciones al conocimiento de la ecología y taxonomía de las especies neotropicales.

## Distribución geográfica
Esta especie habita en aguas tropicales de la cuenca del Amazonas, en el centro-oeste de Sudamérica. Su distribuye en la cuenca del río Madeira, específicamente en la de uno de sus afluentes en el curso bajo: el río Aripuanã, en el estado de Mato Grosso, centro-oeste de Brasil.
Es endémica de la ecorregión de agua dulce Madeira - Escudo Brasileño.